# Żelechowa
Żelechowa (deutsch Züllchow) ist ein Stadtteil (poln. osiedle administracyjne d. h. ‚Verwaltungssiedlung‘) von Stettin. Das im Norden von Stettin an der Oder gelegene Dorf entwickelte sich ab dem 19. Jahrhundert zu einem Vorort von Stettin und wurde 1939 eingemeindet.

## Geographische Lage

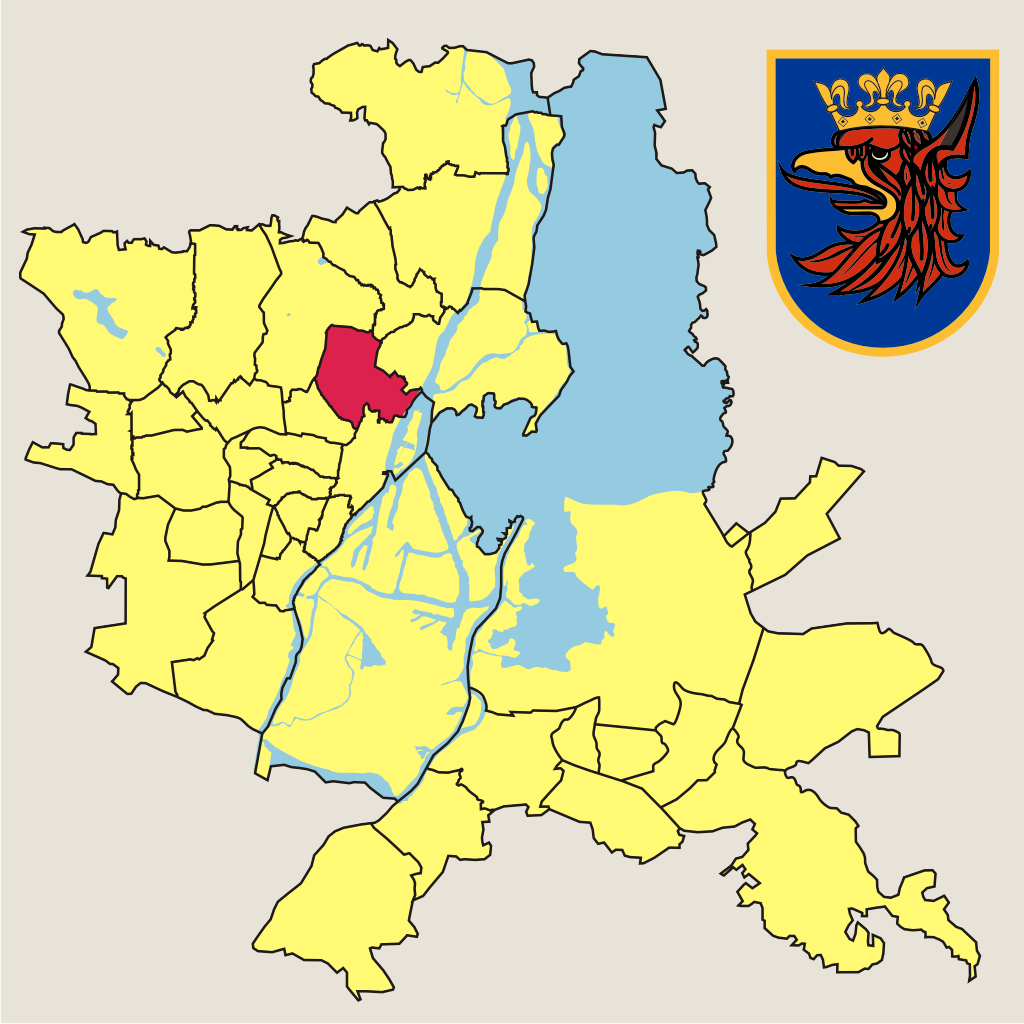
Lage des Stadtteils innerhalb von Stettin

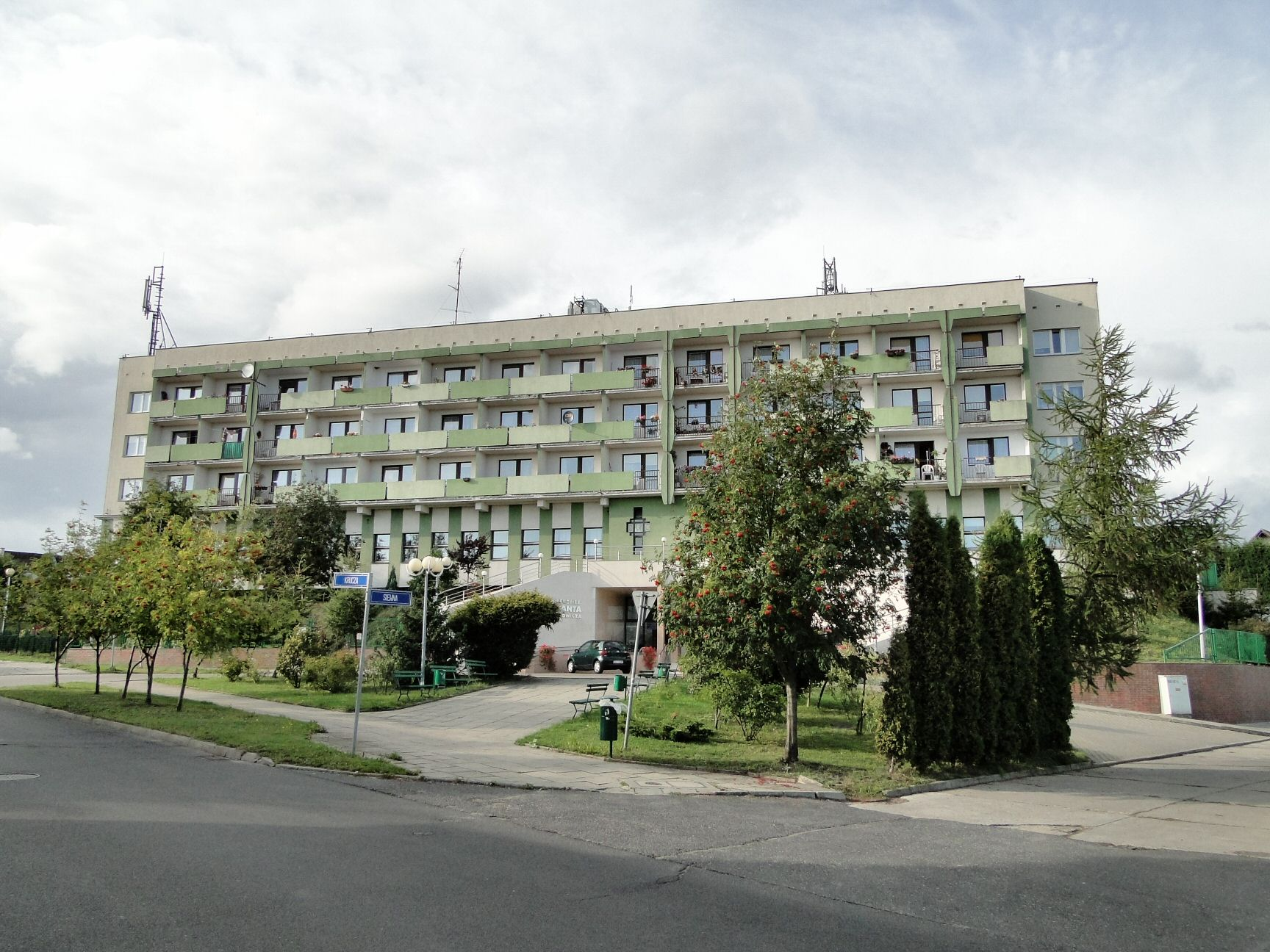
Ortsbild (Aufnahme von 2009)

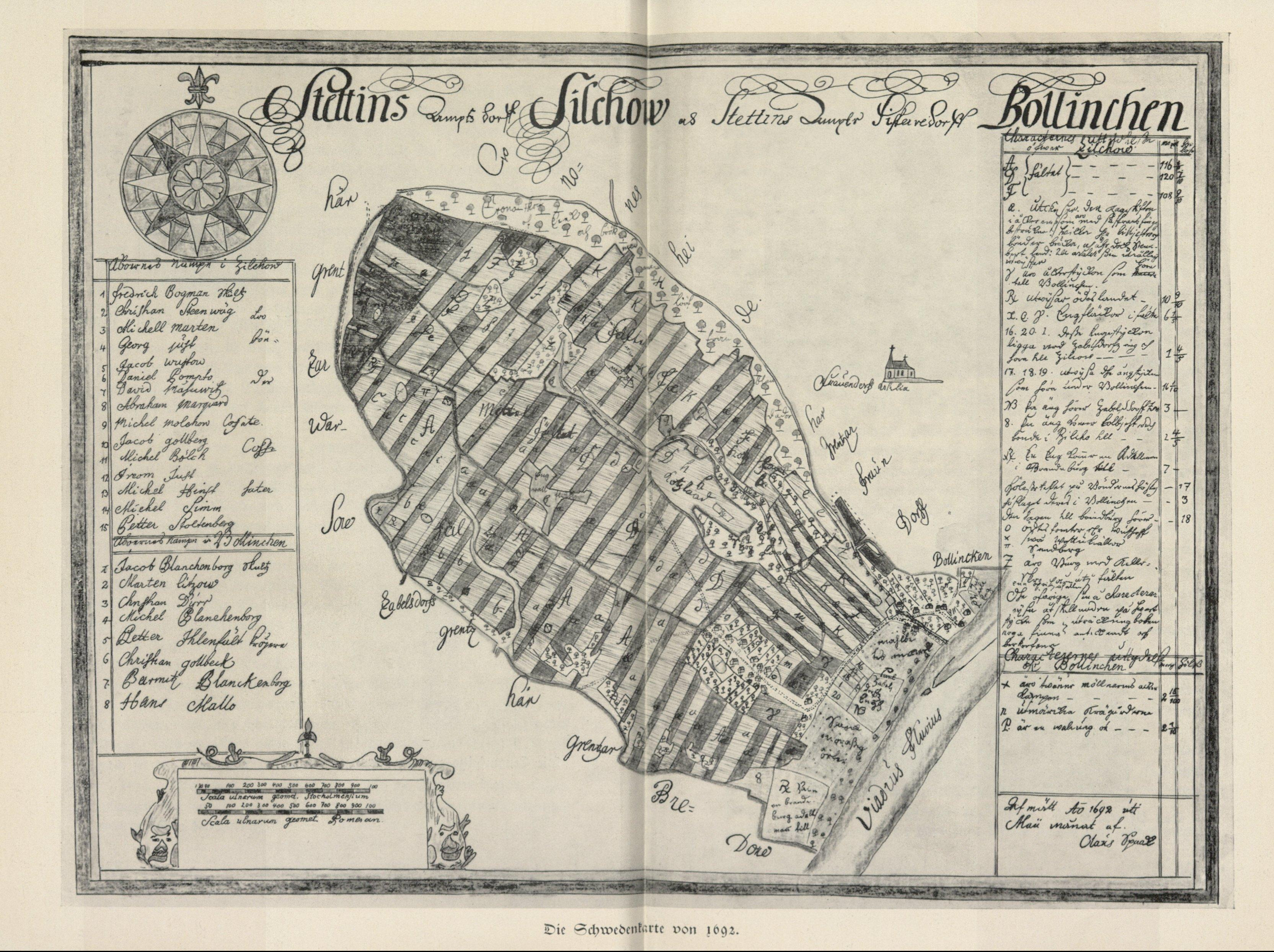
Karte von Züllchow (1692)

Der Stadtteil liegt etwa 5 km nördlich des Stadtkerns von Stettin am westlichen Ufer der Westoder. Zu den benachbarten Stadtteilen gehören nördlich an der Oder Golęcino-Gocław (Frauendorf-Gotzlow) mit der Ortslage Bałdynko (Bollinken) und südlich an der Oder Drzetowo-Grabowo (Bredow-Grabow).
Durch den Stadtteil verläuft von Südwest nach Nordost die Bahnstrecke Stettin-Ziegenort mit dem Bahnhof Szczecin Żelechowo, auf der aber kein Personenverkehr mehr stattfindet.

## Geschichte
Die erste Erwähnung des Dorfes Zelechoa stammt von 1159, als Bischof Adalbert von Pommern dem Kloster Grobe seine Besitzungen bestätigte. Es folgten Erwähnungen in weiteren Besitzbestätigungen für das Kloster, so als Zelechowa 1168 durch Bischof Konrad I., als Zelechoa 1177 durch Herzog Bogislaw I. und als Celecha 1179 durch Papst Alexander III.
Ab dem 19. Jahrhundert entwickelte sich Züllchow zu einem Vorort von Stettin. Bemerkenswert als Beispiel großbürgerlicher Wohnkultur war eine 1809/1810 durch den Stettiner Kaufmann Carl Gotthilf Tilebein und seine Ehefrau Sophie Auguste Tilebein erbaute und später erweiterte Villa; sie wurde 1944 durch einen Bombenangriff zerstört.
Von 1831 bis 1931 bestanden die Züllchower Anstalten, eine diakonische Einrichtung. 1852 bis 1855 errichtete Hermann Bleibtreu in Züllchow die Stettiner Portland Cement Fabrik, eine der ersten Zementfabriken Deutschlands.
Die Gemeinde Züllchow entwickelte sich zu einer der einwohnerstärksten Gemeinden im Kreis Randow mit bis zu 9075 Einwohnern (1939). 1939 wurde sie im Rahmen des Groß-Stettin-Gesetzes in die Stadt Stettin eingemeindet. Seitdem ist die Geschichte Züllchows ein Teil der Geschichte der Stadt Stettin.

### Entwicklung der Einwohnerzahlen
- 1875: 4615 Einwohner[5]
- 1880: 4759 Einwohner[5]
- 1890: 6757 Einwohner[5]
- 1925: 8733 Einwohner[5]
- 1933: 8874 Einwohner[5]
- 1939: 9075 Einwohner[5]

## Persönlichkeiten

### Söhne und Töchter des Ortes
- Ulrich Jahn (1861–1900), deutscher Germanist und Erzählforscher
- Fritz Jahn (1863–1931), deutscher Pastor, Leiter der Züllchower Anstalten, Gesellschaftsspielsammler
- Werner Delbrück (1868–1910), deutscher Chemiker, Direktor des Seebads Heringsdorf, Mitglied des Deutschen Reichstags
- Otto Calliebe (1893–1976), deutscher Gymnasiallehrer, Vizeinspekteur der NPEA
- Werner Michaelis (1907–1989), deutscher Bildhauer
- Siegfried Goslich (1911–1990), deutscher Dirigent und Musikredakteur
- Walter Nimtz (1913–2000), deutscher Historiker, stellvertretender Direktor des Zentralinstituts für Geschichte an der Akademie der Wissenschaften der DDR
- Harry Poley (1916–2003), deutscher Finanzbeamter, führender Amtsträger im Bund der Vertriebenen und in der Landsmannschaft Ostpreußen
- Thomas Geve (1929–2024), israelischer Bauingenieur und Holocaustüberlebender

### Persönlichkeiten mit Verbindung zum Ort
- Carl Gotthilf Tilebein (1760–1820), deutscher Kaufmann
- Sophie Auguste Tilebein (1771–1854), deutsche Malerin
- Gustav Jahn (1818–1888), deutscher Volksschriftsteller, Vorsteher der Züllchower Anstalten